# جائزة كندا الكبرى 2013
جائزة كندا الكبرى 2013 (بالإنجليزية: 2013 Canadian Grand Prix)‏ هو سباق فورمولا 1 أقيم بتاريخ 9 يونيو 2013 في حلبة جيل فيلنوف، مونتريال، كندا. كان السابع من أصل 19 في بطولة العالم لسباقات الفورمولا واحد موسم 2013. حلّ الألماني سباستيان فيتل أولا بينما جاء الإسباني فرناندو ألونسو في المركز الثاني وحصل على المركز الثالث البريطاني لويس هاملتون.